# Університет Ґурукул Канґрі
Університет Ґурукул Канґрі (англ. Gurukul Kangri University, UGC, гінді गुरुकुल कांगड़ी विश्वविद्यालय) — публічний автономний університет у місті Харідвар індійського штату Уттаракханд.
Заснований у 1902 році Свамі Шраддхарландом, членом Ар'я-самадж, з метою впровадження традиційної індуїстської освіти під керівництвом гуру, як альтернатива західній системі, що будувалася в Індії за британським зразком.
Університет пропонує інженерні та технологічні дисципліни (інформатика, електричний інженірінг, електроніка) та менеджмент (управління, фінанси, економіка). Також тут проводяться наукові дослідження.